# 5614 Yakovlev
Az 5614 Yakovlev (ideiglenes jelöléssel 1979 VN) a Naprendszer kisbolygóövében található aszteroida. Nyikolaj Sztyepanovics Csernih fedezte fel 1979. november 11-én.